# Сімнадцять миттєвостей весни (телесеріал)
«Сімнадцять миттєвостей весни» або «Сімнадцять спалахів весни», «Сімнадцять хвилин весни» (рос. «Семнадцать мгновений весны») — радянський 12-серійний телесеріал за однойменним романом Юліана Семенова.

## Сюжет
Події розгортаються навесні 1945 року, наприкінці німецько-радянської війни. Герой фільму Штірліц, радянський розвідник, що працює в центральному апараті СД, отримує завдання з'ясувати, хто з найвищих керівників Рейху веде сепаратні переговори із Заходом. Під час бомбардування Берліна гине радист Штірліца Ервін Кін. Друга радистка — Кетрін, вагітна Ервінова дружина — потрапляє до шпиталю, де її випадково викриває гестапо (маривши непритомною, Кет під час пологів розмовляє російською). Завдання Штірліца неймовірно ускладнюється: він залишився без зв'язку з московським керівництвом. Про те, що переговори дійсно йдуть, Штірліц незабаром дізнається напевне — він сам за дорученням свого прямого начальника Шелленберга бере участь у їхньому забезпеченні. Передати відомості до Москви Штірліц доручає порізно двом антинацистськи налаштованим німцям: репресованому пасторові Шлаґу та професорові Плейшнеру, брату одного з керівників антинацистського підпілля. З цією метою, користуючись своїм службовим становищем, Штірліц переправляє обох до Швейцарії. Шлаґ, до того ж, повинен спробувати через свої зв'язки в церковних та емігрантських колах отримати додаткову інформацію про контакти Гіммлера з англо-американським командуванням, і, можливо, навіть завадити їм.
Розсудливий та обережний Шлаґ успішно виконує свою частину завдання. Плейшнер же відразу потрапляє в пастку: бернську явку, куди він приніс шифровку Штірліца, розкрито гестапо, а професор через неуважність забуває це перевірити. Усвідомивши те, що трапилося, Плейшнер вчиняє самогубство.
Щоб перешкодити переговорам, Штірліц вирішує також використати суперництво в найвищих ешелонах влади Рейху й іде на прямий контакт із Мартіном Борманом. Тим часом до рук шефа гестапо Мюллера потрапляють серйозні докази, що вказують на Штірліца як на радянського резидента. Штірліц веде напружену психологічну дуель із Мюллером, прагнучи уникнути провалу.

## Виробництво

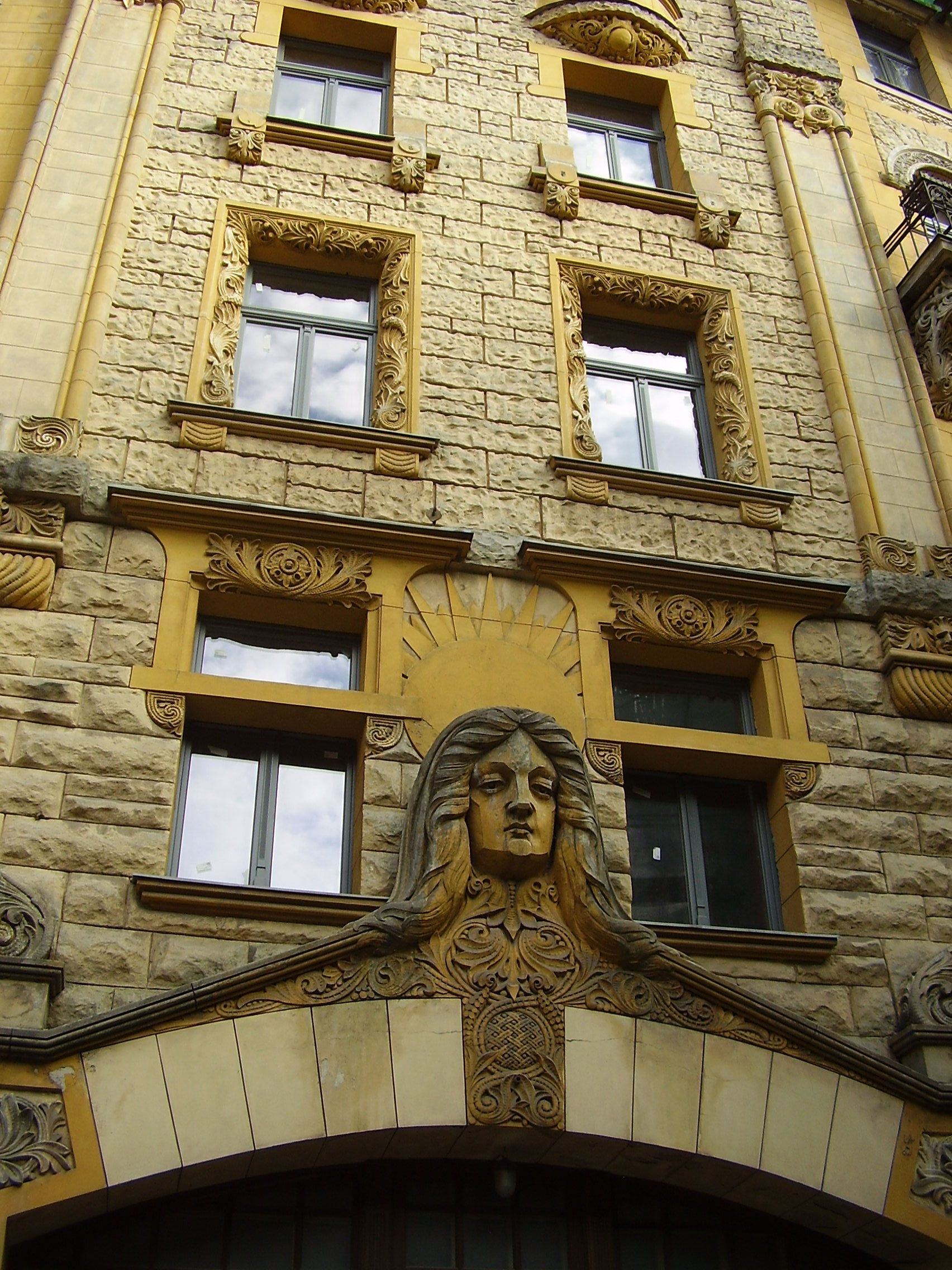
Дім, в якому провалився зв'язківець Штірліца професор Плейшнер. Рига

Фільм знімали в Москві, Ризі, Берліні, Майсені, Тбілісі. Зокрема, фрагмент фільму, в якому професор Плейшнер, приїхавши до Берна за дорученням Штірліца для встановлення зв'язку, йде на конспіративну квартиру, знімався в саксонському містечку Майсені. Зйомки відбувалися на вулиці Шлоссбрюкке (нім. Schloßbrücke). На початку 11-ї серії Берн представлений майсенівською ратушею на Торговій площі (Markt). В Берні немає Блюменштрассе (Квіткової вулиці). Напис назви цієї вулиці (Blümenstraße), представлений у фільмі, є некоректним. В швейцарському варіанті написання буква ß (есцет) не використовується, тож назва Квіткової вулиці на табличці (7-а серія, 36:20) мала б бути передана як Blumenstrasse (без умлаута «ü»).
Дім із явочною квартирою, на яку йшов професор Плейшнер, знаходиться в Ризі, на вулиці Яунієла (Jauniela, «Нова вулиця»), цікаво, що будинок напроти (вул. Яунієла, 22) зіграв роль будинку на Бейкер-стріт 221Б в радянському серіалі «Пригоди Шерлока Холмса і доктора Ватсона».
Головним консультантом серіалу під псевдонімом «генерал-полковник С. К. Мішин» виступив перший заступник голови КДБ СРСР генерал армії С. К. Цвігун.

## Вплив на радянську культуру
Серіал здобув надзвичайну популярність в СРСР у середині 1970-х років, і повтори серіалу часто показують на російському телебаченні. Завдяки своїй популярності серіал мав надзвичайний вплив на радянську попкультуру, цитати з фільму вивчали на пам'ять, його персонажі ставали героями безлічі анекдотів.
Прийом із зачитуванням досьє персонажів під стукіт друкарської машинки, запроваджений в «Сімнадцяти миттєвостях весни» неодноразово використано (в пародійному ключі) в інших фільмах, наприклад, у радянському анімаційному фільмі «Острів скарбів» (1988).

## Технічні дані
Фільм знято на чорно-білій плівці. Містить 12 серій тривалістю від 65 до 79 хвилин кожна. У фільмі використано велику кількість матеріалів військової документальної хроніки.

## Український дубляж
Дубляж фільму українською мовою було зроблено на студії Олександра Пономарьова «З ранку до ночі» у 2008 році. Переклад здійснила письменниця Леся Мовчун, звукорежисер — Володимир Григорович. Режисером дубляжу виступив Євген Малуха, відомий головною роллю в дублюванні комедійного серіалу «Альф». Прем'єрний показ 12 серій відбувся на каналі TBi з 9 по 11 травня 2008 року.
Для дублювання було запрошено акторів із голосами, що максимально схожі на оригінальних виконавців. Новим Штірліцем став театральний актор Михайло Жонін, а радисткою Кет — Наталія Валевська, Сталіна та Гітлера озвучив один актор — Юрій Коваленко.
Ось так залунали крилаті фрази з фільму: «А вас, Штірліц, я прошу лишитись», «Партайґеноссе Борман, я вдячний вам за ту довіру, яку ви виявили до мене», «Штірліц йде коридором», «Народжувати і годувати — ось завдання жінки, все інше — химера», «Ви казали, що у мене обличчя професора математики. — Так, але зараз у вас обличчя шпигуна».
За словами комерційного директора ТВі Миколи Типустяка, дубляж усіх 12 серій коштував 216 тис. гривень. Пісню «Мгновения, мгновения» українською мовою не перекладали.